# Gulfairus Ismailova
Gulfairus Mansurovna Ismailova (kazajo: Гүлфайрус Мәнсүрқызы Ысмайылова; ruso: Гульфайрус Мансуровна Исмаилова. Almaty, 15 de diciembre de 1929 - Almaty, 12 de mayo de 2013) fue una actriz y artista kazaja de nacionalidad soviética. Recibió la distinción de Artista del Pueblo de la RSS de Kazajistán (1987) y de Artista de Honor de la RSS de Kazajistán (1965).

## Biografía
Nació en 1929 en Almaty; su nombre de nacimiento fue Konarbayeva Kulpash Tansikbaevna, pero en su infancia temprana fue adoptada por Mansur Ismailov y se convirtió en la mayor de sus hijas. En 1949 se graduó en la escuela de arte de Almaty, donde estudió en el taller del artista del pueblo de la RSS de Kazajistán, Abram Markovich Cherkassky. En 1956 ingresó en el entonces llamado Instituto de Pintura, Escultura y Arquitectura I. Repin de Leningrado, en la clase de pintura de P. Bobichev. Allí conoció a Evgeni Matveyevich Sidorkin, también Artista del Pueblo, con el que se casó y tuvieron un hijo.
Entre 1956 y 1957 enseñó en la Escuela de Arte de Almaty y, entre 1971 y 1974 trabajó como artista principal en el Teatro de la Ópera y el Ballet de Kazajistán donde realizó esbozos para la escenografía y el vestuario de las siguientes óperas: Er Targyn de E. Brusilovsky (1967), Zhumbak Kiz de S. Mukhamedzhanov (1972), Cio-Cio-San de G. Puccini (1972); y de los siguientes ballets: Estimada amistad de N. Tlendiev (1957) y Kamar selu de V. Velikanov (1958).
Además, participó en diferentes obras, tanto de teatro como de ballet u ópera. También realizó diferentes obras pictóricas, sobre todo de otros artistas kazajos (como, por ejemplo, Shara Zhienkulova) y participó en varias películas, entre las que destaca Kiz-Zhibek, una representación de la leyenda tradicional kazaja.
Durante su vida recibió varias medallas y distinciones entre las que destacan la Orden de la Insignia de Honor y las mencionadas anteriormente: Artista del Pueblo y Artista de Honor de la RSS de Kazajistán. En 2013 murió en Almaty.

## Obras principales donde actuó
- Akbope (Teatro, 1957)
- El camino de la amistad (ballet, 1958)
- Er-Targin (ópera, 1967)
- Kozi-Korpeix - Bayan-Sulu (ballet, 1971-1972)
- Zhumbak Kiz (ópera, 1972)
- Cio-Cio-San (ópera, 1972-1973)
- Alpamys (ópera, 1973, 1979)
- Aida (ópera, 1978)

## Cuadros
- Retrato de Shara Zhienkulova (1958)[5]
- Retrato de Sholpan Dzhandarbekova (1960)
- Retrato de Kulyash Baiseitova (1962)
- Retrato de Dina Nurpeisova (1965)
- Vals kazajo
- Retrato de A. Kasteev (1967)
- Retrato de M. Auezov (1969)
- Retrato de S. Mukanov (1969)
- Autorretrato con familia (1978)

## Filmografía
- Kiz-Zhibek (1971) - Aygoz, madre de Zhibek[6]
- Botagoz (1957) - Botagoz
- Alitet va a la montaña (1949)[7]

## Premios y distinciones
- 1958 - Orden de la Insignia de Honor (URSS)
- 1965 - Artista distinguido de la RSS de Kazajistán
- 1970 - Medalla "En conmemoración del centenario del nacimiento de Vladimir Ilich Lenin"
- 1981 - Orden de Amistad de los Pueblos (URSS)
- 1987 - Medalla "Veterano del Trabajo" (URSS)
- 1987 - Artista popular de la RSS de Kazajistán
- 1999 - Orden "Parasat" de la República de Kazajistán
- 2002 - Premio Tarlan por la contribución al arte
- 2009 - Orden "Dostyk" I grado RK